# Paul Jackson Jr.
Paul Milton Jackson Jr. (ur. 30 grudnia 1959 w Los Angeles) – amerykański gitarzysta, muzyk sesyjny, kompozytor, aranżer i producent muzyczny.
Oprócz solowych albumów, nagrywał jako muzyk sesyjny m.in. płyty Thriller i Bad Michaela Jacksona. Współpracował także z Whitney Houston, Patti LaBelle, zespołem Chicago, Dave'em Kozem, Alem Jarreau, Marcusem Millerem i Kirkiem Whalumem. Brał udział w nagraniu dwóch płyt polskiego saksofonisty, Marcina Nowakowskiego – Smooth Night i Better Days. Akompaniuje w konkursie American Idol.

## Dyskografia
Albumy solowe
- 1988 I Came To Play (Atlantic/WEA)
- 1990 Out Of The Shadows (Atlantic/WEA)
- 1993 A River In The Desert (Atlantic/WEA)
- 1996 Never Alone/Duets (Blue Note)
- 2001 The Power Of The String (Blue Note)
- 2003 Still Small Voice (Blue Note)
- 2009 Lay It Back (Blue Note)

Jako muzyk sesyjny
- 1982 Thriller (Michael Jackson)
- 1987 Bad (Michael Jackson)
- 2005 Smooth Night (Marcin Nowakowski)
- 2009 Better Days (Marcin Nowakowski)